# Patrik Herrström
Patrik Herrström, född 1969, är en trummis från Göteborg.
Han har bland annat spelat i band som Road Ratt, Transport League, Eleven Pictures, Her Majesty, C.Aarmé samt med Timo Räisänen och Me And My Army.
Vid sidan av drev Herrström varje fredag indieklubbarna Playground, Slippery People och Friday I'm In Love på Pusterviksbaren i Göteborg. Devisen var: "Ofta independent, aldrig mainstream"